# Lista 99
Agrupación por el Gobierno del Pueblo, conocida además por su distintivo electoral Lista 99, es un sector político uruguayo que transitó por diversos partidos.

## Surgimiento

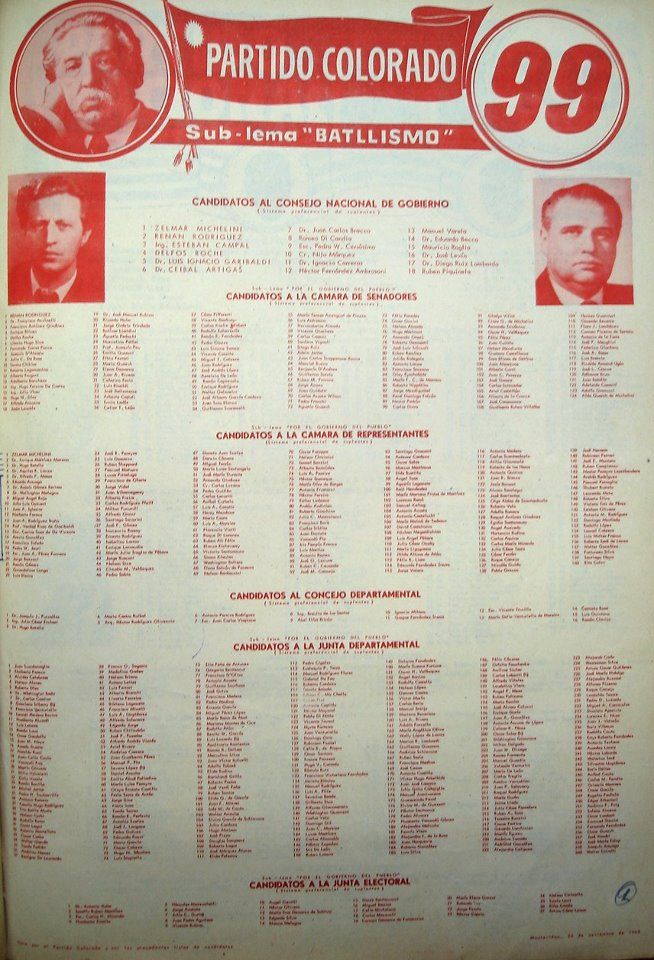
Lista 99 en 1962

Nacido en el seno del Partido Colorado; a inicios de la década de 1960. Originalmente, iban a constituirse en lista 515 en el seno del Batllismo; pero, como consecuencia de diferencias de Zelmar Michelini y Hugo Batalla con el líder de la Lista 15, Luis Batlle Berres acerca de las causas de la histórica derrota colorada en las elecciones de 1958 (ganadas con amplia ventaja por el partido blanco), se separan del Batllismo y crean este sector, con clara orientación socialdemócrata. 
De esta manera, la lista 99 nació liderada por Zelmar Michelini, figurada destacada del entorno de Luis Batlle que había sido jefe de bancada del sector quincista en la Cámara de Representantes, y siendo integrado por figuras también provenientes del quincismo como Esteban Campal, Hugo Batalla y Aquiles Lanza, además de figuras que habían pertenecido a la lista 14 como Renán Rodríguez y Enrique Martínez Moreno.
Postularon candidatos propios al Consejo Nacional de Gobierno en 1962 y a la Presidencia en 1966. Contaron con el apoyo de destacados políticos y también técnicos como el contador y economista Luis Faroppa.

## El tránsito por la izquierda
En 1971, acompañan la fundación del Frente Amplio, no sin antes ser abandonado por Aquiles Lanza y Renán Rodríguez, quienes optaron por permanecer en el Partido Colorado. Para dicha instancia se coaligan con el movimiento Pregón, y presentan conjuntamente la plancha 9988, encabezada por Zelmar Michelini, Alba Roballo, Enrique Martínez Moreno y Enrique Rodríguez Fabregat. Así, Michelini es electo senador y Batalla diputado, ambos por la novel coalición de izquierdas.
En 1984, con la salida democrática, la Lista 99 encabezada por Batalla aparece ante la opinión pública como un interesante grupo de izquierda moderada, obteniendo así una excelente votación, que le reporta la mayor bancada de toda su historia: tres senadores y once diputados. Esto, y el discurso moderado de Batalla frente a una escena política no exenta de polarización, hizo que la opinión pública viese en Batalla a un posible sucesor de Seregni como líder del Frente Amplio, mientras otros reclamaban su desvinculación de la coalición de izquierdas para emprender un nuevo camino propio.
En 1989, junto con el Partido Demócrata Cristiano se separan del Frente Amplio para formar el Nuevo Espacio, al que también se suma la Unión Cívica; obtienen dos senadores y ocho diputados, más una banca en diputados para el PDC.
En 1994 hay una triple división:
- Batalla y los principales dirigentes (Yamandú Fau, Carlos Cassina, etc.) realizan un acuerdo electoral con el Partido Colorado, conservando el número de lista 99;
- a este acuerdo se opone Rafael Michelini, quien conserva el nombre de Nuevo Espacio como partido, concurriendo con el número de lista 99.000, y
- Daniel Díaz Maynard quien acuerda electoralmente con el Encuentro Progresista-Frente Amplio.

## Retorno al Partido Colorado
Las elecciones de 1994 marcan un momento muy particular para la lista 99: por un lado, su líder Hugo Batalla alcanza nada menos que la Vicepresidencia de la República; pero al mismo tiempo, la votación del sector es desastrosa, obteniendo apenas una banca en diputados para Yamandú Fau.
Poco después, en una ceremonia en la Casa del Partido Colorado, la lista 99 retorna oficialmente al Partido Colorado. Tiempo después, Batalla fallece, quedando el liderazgo sectorial en manos de Fau.
Hacia 1999, este sector político aparecía desdibujado en la opinión pública.
Durante 2008, Yamandú Fau reactivó el uso de este número, adhiriendo al movimiento Vamos Uruguay; y en mayo de 2009, realizaron un acto con motivo de los 47 años de la lista.
En 2014, la lista 99 proclamó al abogado Luis Lozano como precandidato a la presidencia en las elecciones internas.
En marzo de 2019 se reactiva la lista 99 para apoyar la precandidatura de Julio María Sanguinetti en las elecciones internas.